# Alex Au
Alex Au Waipang, ( em chinês:  區偉鵬, transl. Ōu Wěi Péng), também conhecido por seu nome na Internet como Yawning Bread, é um defensor dos direitos LGBT em Singapura . Au é um blogueiro e ativista que fornece análises de política, cultura, questões gays e assuntos diversos em Singapura em seu blog.      Ele também é co-autor de dois livros, People Like Us: Minorities Sexual in Singapore  e um tratado em francês sobre homofobia intitulado L'Homophobie .
Ele era o proprietário de Rairua,  primeira sauna gay de Singapura. 

## Biografia
Au, educado em inglês e de ascendência cantonesa, nasceu em Singapura em 1952. Ele freqüentou a Escola Anglo-Chinesa para o ensino primário e secundário e obteve seu diploma de ensino superior na Universidade Nacional de Singapura . Após a graduação, ele trabalhou em uma posição gerencial em uma corporação multinacional britânica antes de se dedicar por conta própria como proprietário de várias empresas de catering para a comunidade gay, além de redação freelance.  Ele foi um dos membros fundadores, juntamente com Joseph Lo e o Dr. Russell Heng, do principal grupo  sobre igualdade gay de Singapura People Like Us,  e também o fundador e proprietário da Singapore Gay News List (SiGNeL), a primeiro fórum de discussão da comunidade gay de Singapura.  Em 2002, ele recebeu o prêmio Utopia por contribuições extraordinárias para o avanço da igualdade gay na Ásia. 
Em julho de 2003, Au foi identificado pelo agora extinto Channel i como ativista gay. Suas opiniões foram solicitadas na após o anúncio do primeiro-ministro Goh Chok Tong de que a contratação de gays no serviço público seria legalizada. No período que antecedeu as eleições gerais de Singapura em 2006, Au forneceu uma ampla cobertura dos comícios dos partidos da oposição que foram assistidos por grandes multidões.   Au usou suas conexões com a People Like Us e com os principais profissionais da cena artística local para organizar IndigNation, o primeiro mês do orgulho gay de Singapura em 2005  e Short Circuit, o primeiro festival de cinema gay de Singapura em 2006. 
Em julho de 2012, o procurador-geral escreveru para Au, exigindo que ele retirasse e pedisse desculpas por um post em junho de 2012 em seu blog Yawning Bread, que criticou o judiciário por demonstrar deferência ao executivo. Au prontamente removeu a postagem. Em outubro de 2014, o conselheiro estadual sênior Tai Wei Shyong, agindo para o procurador-geral, instou a Suprema Corte a julgar Au por desrespeitar a corte por dois artigos do Yawning Bread que faziam parecer que existe um "viés sistêmico" no judiciário de Singapura contra casos envolvendo homossexualidade. Em sua defesa, os advogados de Au, Peter Low e Choo Zheng Xi, acusaram a AG de ser "acionista" ao levar seu cliente a tribunal por "imputação e insinuação".  Em 22 de janeiro de 2015, Au foi considerado culpado de escandalizar o tribunal em relação a um de seus dois artigos do Yawning Bread e liberado da segunda acusação. O Tribunal de Recurso indeferiu o seu recurso em 1 de dezembro de 2015.  